# Byglandsfjord (plaats)
Byglandsfjord is een plaats in de Noorse gemeente Bygland in de provincie Agder.
Byglandsfjord telt 353 inwoners (2007) en heeft een oppervlakte van 0,48 km². De plaats is vernoemd naar het meer Byglandsfjorden.

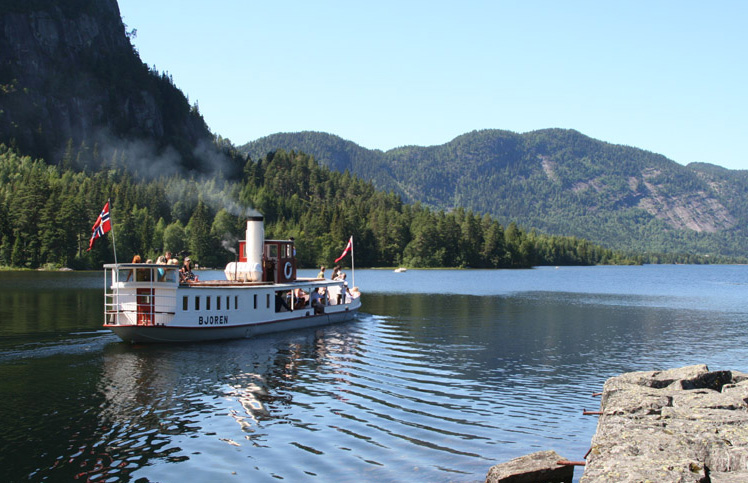
SS Bjoren op de Byglandsfjord